# 5 апреля
5 апреля — 95-й день года (96-й в високосные годы) по григорианскому календарю.
До конца года остаётся 270 дней.
До 15 октября 1582 года — 5 апреля по юлианскому календарю, с 15 октября 1582 года — 5 апреля по григорианскому календарю.
В XX и XXI веках соответствует 23 марта по юлианскому календарю.

## Праздники и памятные дни

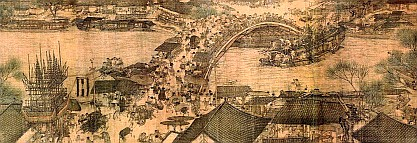
«На реке в день Цинмина» (фрагмент 15-футового свитка XII века)

См. также: Категория:Праздники 5 апреля

### Международные
- Международный День супа[2].

### Национальные
- Малайзия,  Гонконг,  Макао,  Китайская Республика — День поминовения усопших.
- Республика Корея — День посадки деревьев.
- Босния и Герцеговина — День независимости.

### Религиозные

#### Католицизм
- Память святой Каталины Томас;
- память святой Юлианы Льежской;
- память Руадана Лоррского[англ.];
- память святого Викентия Феррера;
- память Альберта из Монтекорвино;
- память святого Дерфеля Гадарна;
- память Этельбурги Кентской;
- память Жеральда Сов-Мажора[англ.];
- память Марии Кресценции Хёсс.

#### Православие[3][4]

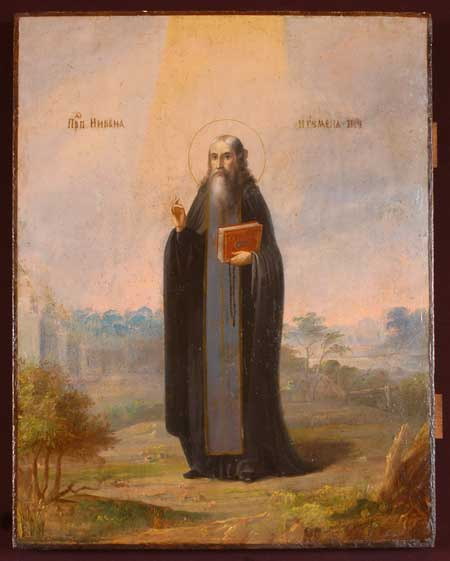
Никон Печерский

- Память преподобномученика Никона, епископа Сицилийского и 199 учеников его (251);
- память преподобного Никона, игумена Киево-Печерского (1088);
- память мученика Филита и его жены Лидии, мучеников Македона, Феопрепия (Боголепа), Кронида и Амфилохия (117—138);
- память мученика Василия Мангазейского (1600);
- память священномученика Макария Квиткина, пресвитера (1931);
- память священномученика Стефана Преображенского, пресвитера (после 1937);
- память священномученика Василия Коклина, пресвитера; преподобномученика Илии (Вятлина), иеромонаха; преподобномучениц Анастасии Бобковой, Варвары Конкиной, послушниц; мученика Алексия Скоробогатова (1938);
- память преподобноисповедника Сергия (Сребрянского), архимандрита (1948).

### Именины
- Католические: Альберт, Винсент, Дерфель, Екатерина, (Д)Жеральд, Мария, Руадан, Этельбурга, Юлиана.
- Православные: Алексей, Амфилохий, Анастасия, Боголеп, Варвара, Василий,   Илья, Кронид, Лидия,  Макарий, Македон, Никон, Пелагея, Сергей, Стефан,  Феопрепий, Филит[3][4].

## События
См. также: Категория:События 5 апреля

### До XVIII века
- 56 год до н. э. — в Луке римские триумвиры Цезарь, Красс и Помпей поделили между собой власть (Первый Римский Триумвират).
- 456 — Святой Патрик возвращается в Ирландию в качестве миссионера.
- 823 — в Риме папа римский Пасхалий I короновал Лотаря I как короля Италии.
- 919 — держава Фатимидов во второй раз вторглась в Египет[5].
- 1242 — Ледовое побоище (битва на Чудском озере). Состоялась битва новгородцев и владимирцев под предводительством Александра Невского против рыцарей Ливонского ордена.
- 1340 — арабский флот разбил испанскую эскадру в Гибралтарском проливе.
- 1398 — немцы выбили пиратов (виталийских братьев) с острова Готланд.
- 1453 — Турецкий султан Мехмед II начал осаду Константинополя, который захватил в конце мая.
- 1536 — торжественный въезд короля Карла V в Рим: последний римский триумф.
- 1566 — Маргарита Пармская получает от голландских дворян петицию против инквизиции и королевских эдиктов[6].
- 1614 — свадьба в Виргинии Покахонтас и английского колониста Джона Ролфа.
- 1652 — на мыс Доброй Надежды прибыла экспедиция под руководством голландца Яна ван Рибека.

### XVIII век
- 1710 — Филипп Орлик в городе Бендеры подписал «Устав Войска Запорожского».
- 1716 — Антуан Удар де Ламотт и Анна Дасье встретились на званом ужине и подняли бокалы в честь величия Гомера, завершив тем самым одну из центральных литературных полемик во французской словесности XVIII века.
- 1722 — экспедиция голландского адмирала Якоба Роггевена открыла в Тихом океане остров, названный островом Пасхи.
- 1772 — парижский парламент отказал драматургу Пьеру Бомарше в наследовании им крупной суммы денег, завещанной его компаньоном Пари-Дюверне.
- 1792 — Джордж Вашингтон применил первое президентское вето в истории США.
- 1793 — Жан-Поль Марат избран президентом якобинского клуба.
- 1794 — казнены вожди якобинцев Жорж Дантон, Камиль Демулен и др., арестованные по приказу Робеспьера.
- 1795 — в Базеле Франция и Пруссия подписали мирный договор.

### XIX век
- 1804 — при невыясненных обстоятельствах в парижской тюрьме убит французский генерал Шарль Пишегрю, лидер заговора против Наполеона.
- 1806 — испанцы прекратили бойкот поставок продовольствия в русские поселения Аляски.
- 1812 — российский канцлер граф Николай Румянцев и шведский посланник граф Карл Аксель Лёвенхельм подписали в Санкт-Петербурге договор о совместных действиях против Франции.
- 1814 — после отказа генералов вести армию на занятый войсками союзников — России, Пруссии, Австрии и Великобритании — Париж французский император Наполеон I отрёкся от престола, однако отречение не было принято союзным командованием.
- 1815 — началось извержение вулкана Тамбора на острове Сумбава в Индонезии, продолжавшееся неделю. Одно из крупнейших извержений вулканов в истории человечества (объём лавы и пепла достиг 180 кубических километров). Погибло 92000 человек.
- 1818
  - Возле Сантьяго (Чили) южноамериканские войска Хосе Марти разбили испанскую армию.
  - Битва при Майпу, положившая конец испанскому господству в Чили.
  - В Париже барон Карл де Дрез продемонстрировал первое двухколёсное средство передвижения (прообраз велосипеда).
- 1843 — Гонконг объявлен владением Британии.
- 1862 — Гражданская война в США: начало сражения при Йорктауне.
- 1895 — Оскар Уайльд проиграл в суде дело по обвинению в клевете маркиза Куинсберри, который обвинил писателя в гомосексуальности.
- 1899 — вышло в свет первое издание первой книги В. И. Ленина «Развитие капитализма в России».
- 1900 — экспедиция Эванса при раскопках в Кноссе нашла таблички с линейным письмом Б[7][8].

### XX век
- 1905 — композитор Н. А. Римский-Корсаков публично отказался от звания почётного члена Русского музыкального общества.
- 1913 — Нильс Бор завершил статью «О строении атомов и молекул», давшую начало квантовой теории.
- 1918 — высадка японских войск во Владивостоке.
- 1921 — в Константинополе бароном Врангелем сформирован «Русский совет», объявивший себя правительством России в изгнании.
- 1925 — Лазарь Каганович избран первым секретарём ЦК КП(б)У.
- 1931 — бригада формовщиков харьковского завода «Серп и молот» подписала первый на Украине хозрасчётный договор.
- 1933 — Постоянная палата международного правосудия в Гааге вынесла решение по спору между Данией и Норвегией о принадлежности Гренландии в пользу Дании. Норвежцам приходится эвакуировать свою колонию Земля Эрика Рыжего на востоке острова.
- 1940 — совершён пробный полёт первого отечественного высокоскоростного истребителя И-200.
- 1941
  - Немецкие и итальянские войска вторглись в Югославию и Грецию.
  - Подписан Договор о дружбе и ненападении между СССР и Югославией.
- 1942
  - Адольф Гитлер подписал директиву, наметившую главной целью немецкого наступления кавказскую нефть.
  - Японские войска подвергли первой бомбардировке Цейлон.
- 1943
  - В составе 1-й воздушной армии на Западном фронте приступила к боевым действиям против нацистской Германии французская эскадрилья «Нормандия» (позже названная «Нормандия-Неман»).
  - У берегов Бразилии рыбаками был подобран английский моряк Пун Лим, находившийся в океане на плоту рекордное время — 133 дня[9].
  - В США на английском языке вышел «Маленький принц» Сент-Экзюпери, написанный им в 1942 году.
- 1945
  - Советский Союз объявил о денонсации Пакта о ненападении с Японией от 13 апреля 1941 года.
  - Началось Грузинское восстание на острове Тексел.
- 1951 — Верховный суд США вынес смертный приговор Джулиусу и Этель Розенбергам по обвинению в атомном шпионаже в пользу СССР.
- 1955 — Уинстон Черчилль ушёл в отставку с поста премьер-министра Великобритании.
- 1961 — президент США Кеннеди санкционировал начало военной операции против Кубы.
- 1963 — автоматическая станция Луна-4Е (запущенная 2 апреля с космодрома Байконур) из-за отклонения траектории полёта от расчётной прошла на расстоянии 8500 километров от поверхности Луны и затерялась в космосе. Предполагалось, что АМС осуществит мягкую посадку на поверхность Луны.
- 1970 — по решению руководства СССР останки Адольфа Гитлера и Евы Браун эксгумированы и уничтожены в 11 км от Магдебурга путём кремации.
- 1971 — «Роллинг Стоунз» образовали собственную фирму грамзаписи — Rolling Stone Records. Знаменитым стал торговый знак фирмы — высунутый язык.
- 1975 — При запуске космического корабля «Союз-18-1» взорвалась ракета-носитель.
- 1977 — с конвейера Волжского автозавода сошёл первый серийный автомобиль ВАЗ-2121 «Нива».
- 1978 — заместитель генсека ООН и Чрезвычайный и Полномочный посол СССР в ООН Аркадий Шевченко попросил политического убежища в США.
- 1980 — СССР и Афганистан подписали договор о пребывании в Афганистане контингента советских войск.
- 1982 — в ходе военной операции на западе Афганистана советские войска по ошибке вторглись на территорию Ирана[10][11].
- 1986 — взрыв на дискотеке La Belle (Западный Берлин), инициированный руководством Ливии. От мощной бомбы три человека — два солдата армии США и девушка из Турции — погибли на месте, более 250 человек получили ранения.
- 1988 — в газете «Правда» появилась статья «Принципы перестройки» с критикой статьи Нины Андреевой «Не могу поступаться принципами».
- 1989 — в Польше легализован профсоюз «Солидарность».
- 1991
  - Верховный Совет РСФСР предоставил Борису Ельцину чрезвычайные полномочия.
  - На военном аэродроме Кубинка в Подмосковье сформирована группа высшего пилотажа «Русские Витязи».
  - Авиалайнер Embraer EMB-120RT Brasilia авиакомпании Atlantic Southeast Airlines (ASA), совершавший рейс по маршруту Атланта—Брансуик, во время захода на посадку внезапно накренился влево, рухнул на землю и полностью разрушился. Погибли все находившиеся на борту 23 человека — 20 пассажиров и 3 члена экипажа.
- 1992 — Босния и Герцеговина объявила о выходе из состава Югославии; началась осада Сараева.
- 1993 — постановлением Правительства РФ учреждена нефтяная компания «Лукойл».

### XXI век
- 2004 — в Ираке началась первая битва за Фаллуджу.
- 2005 — Аскар Акаев сложил с себя полномочия президента Кыргызстана.
- 2007 — у берегов Санторини затонул круизный лайнер «Sea Diamond». Пропало без вести 2 человека.

## Родились
См. также: Категория:Родившиеся 5 апреля

### До XVIII века
- 1472 — Бьянка Мария Сфорца (ум. 1510), вторая жена Максимилиана I, императора Священной Римской империи

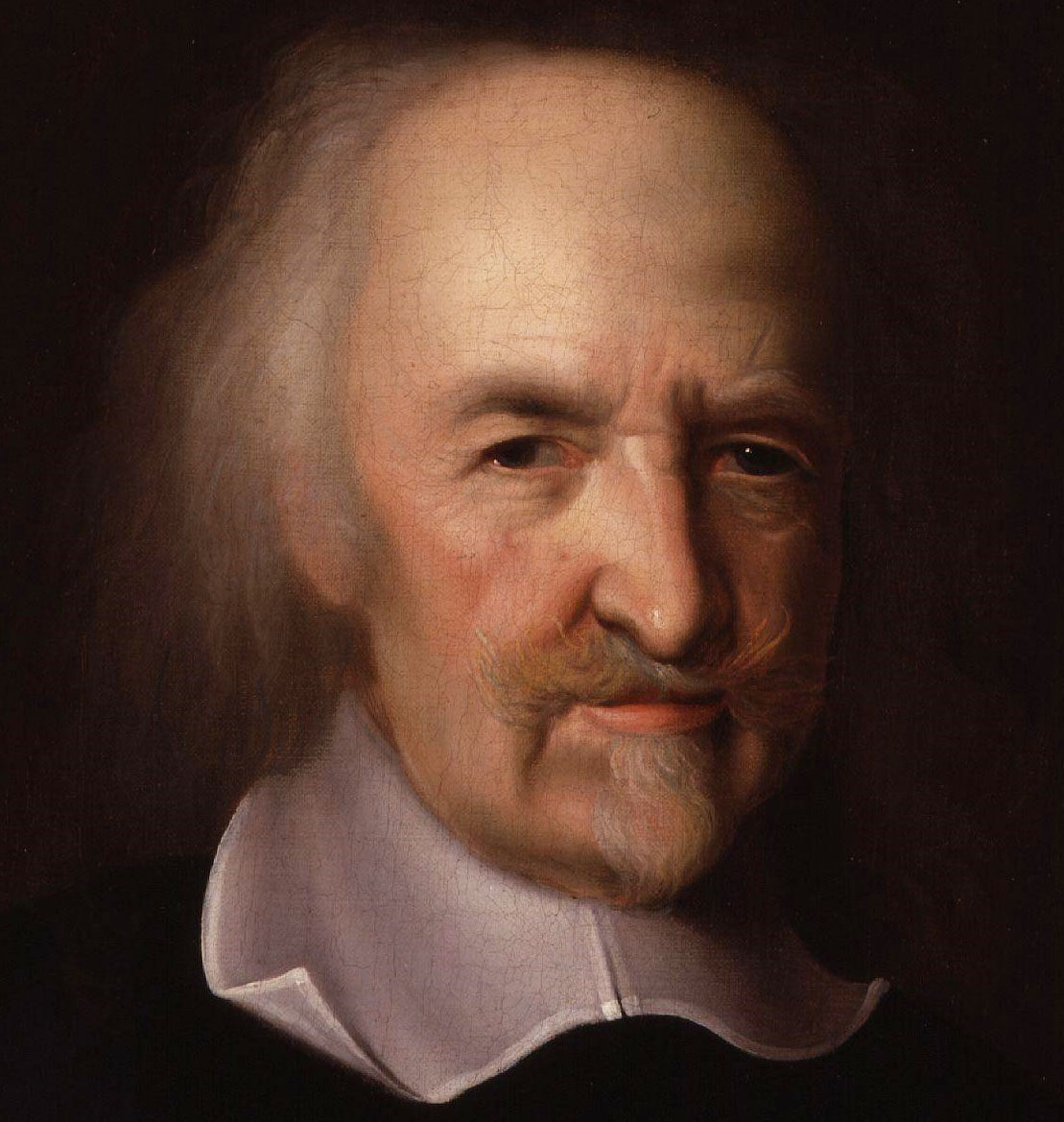
Томас Гоббс

- 1523 — Блез де Виженер (ум. 1596), французский криптограф, алхимик, дипломат.
- 1568 — Урбан VIII (в миру Маффео Барберини; ум. 1644), 235-й папа римский (1623—1644).
- 1588 — Томас Гоббс (ум. 1679), английский философ-материалист и математик.
- 1604 — Карл IV (ум. 1675), герцог Лотарингии и Бара (с 1625).
- 1622 — Винченцо Вивиани (ум. 1703), итальянский математик и физик, ученик Галилео Галилея.
- 1649 — Элайху Йель (ум. 1721), британский торговец, губернатор Мадраса, основатель Йельского университета.
- 1656 — Никита Демидов (урожд. Антуфьев; ум. 1725), русский промышленник, родоначальник династии уральских горнозаводчиков.

### XVIII век
- 1727 — Паскуале Анфосси (ум. 1797), итальянский композитор.
- 1732 — Жан-Оноре Фрагонар (ум. 1806), французский живописец и гравёр.
- 1759 — Эрик Ниссен Виборг (ум. 1822), датский ветеринар; член Датской и Нидерландской академий наук[12][13].
- 1769 — сэр Томас Харди (ум. 1839), вице-адмирал британского флота.
- 1782 — Винценты Красинский (ум. 1858), польский, французский и русский генерал, участник наполеоновских войн, граф.
- 1784 — Луи (Людвиг) Шпор (ум. 1859), немецкий композитор, скрипач-виртуоз, дирижёр и педагог, первым применивший дирижёрскую палочку.
- 1788
  - Михаил Орлов (ум. 1842), русский военный и государственный деятель, генерал-майор, декабрист.
  - Франц Пфорр (ум. 1812), немецкий живописец, инициатор объединения художников-назарейцев.
- 1793
  - Гавриил Батеньков (ум. 1863), русский философ, писатель, поэт, участник Отечественной войны 1812 г., декабрист.
  - Казимир Делавинь (ум. 1843), французский поэт и драматург.

### XIX век

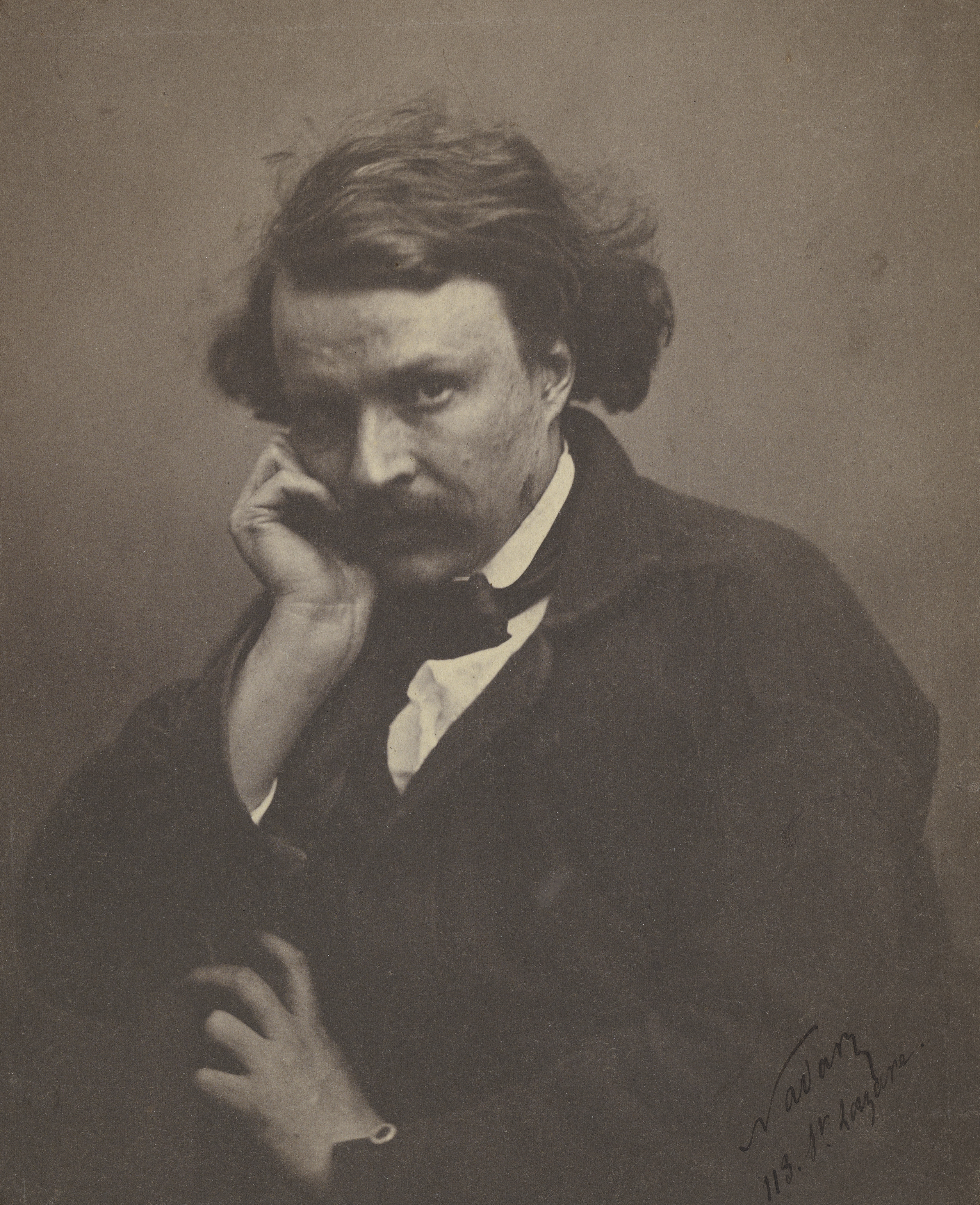
Надар

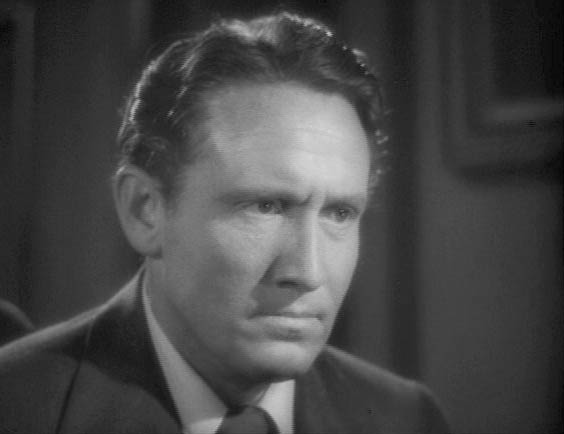
Спенсер Трейси

- 1801 — Винченцо Джоберти (ум. 1852), итальянский проповедник, философ, политик и публицист, автор идеи объединения Италии.
- 1811 — Жюль Дюпре (ум. 1889), один из известнейших французских пейзажистов, представитель барбизонской школы.
- 1823 — Николай Берг (ум. 1884), русский поэт, переводчик, журналист, историк.
- 1827 — Джозеф Листер (ум. 1912), английский хирург; ввёл в медицинскую практику антисептику.
- 1832 — Жюль Ферри (ум. 1893), премьер-министр Франции (1880—1881).
- 1835 — Витезслав Галек (ум. 1874), чешский поэт, драматург, литературный критик
- 1837 — Алджернон Чарльз Суинберн (ум. 1909), английский поэт.
- 1845 — Пётр Дурново (ум. 1915), министр внутренних дел Российской империи (1905—1906).
- 1863 — Виктория Гессен-Дармштадтская (ум. 1950), внучка королевы Виктории и бабушка супруга Елизаветы II.
- 1869
  - Альбер Руссель (ум. 1937), французский композитор.
  - Сергей Чаплыгин (ум. 1942), русский советский учёный-механик, академик, один из основоположников аэродинамики.
- 1875 — Мистенгет (наст. имя Жанна-Флорентина Буржуа; ум. 1956), французская певица, киноактриса, клоунесса-конферансье.
- 1880 — Эрик Карлберг (ум. 1963), шведский стрелок из винтовки и пистолета, двукратный олимпийский чемпион (1912)
- 1882 — Сун Цзяожэнь (убит в 1913), китайский политик, основатель и первый лидер Гоминьдана.
- 1891 — Арнольд Джексон (ум. 1972), бригадный генерал британской армии, олимпийский чемпион по лёгкой атлетике (1912).
- 1892 — Сергей Алымов (ум. 1948), русский советский поэт.
- 1893 — Клас Тунберг (ум. 1973), финский конькобежец, пятикратный олимпийский чемпион, многократный чемпион мира и Европы.
- 1894 — Лоуренс Белл (ум. 1956), американский авиаконструктор, создавший первый в мире сверхзвуковой самолёт.
- 1896
  - Эйнар Лундборг (погиб 1931), шведский военный лётчик, участник операции по спасению полярной экспедиции Нобиле в 1928 году
  - Юлюс Янонис (ум. 1917), литовский поэт и революционер.
- 1900
  - Софья Магарилл (ум. 1943), актриса театра и кино, заслуженная артистка РСФСР, жена Г. Козинцева.
  - Спенсер Трейси (ум. 1967), американский киноактёр, первым получивший два «Оскара» подряд за лучшую роль.

### XX век
- 1902 — Иван Бенедиктов (ум. 1983), советский государственный деятель, дипломат.
- 1904 — Ричард Эберхарт (ум. 2005), американский поэт, лауреат Пулитцеровской премии (1966).

- 1908

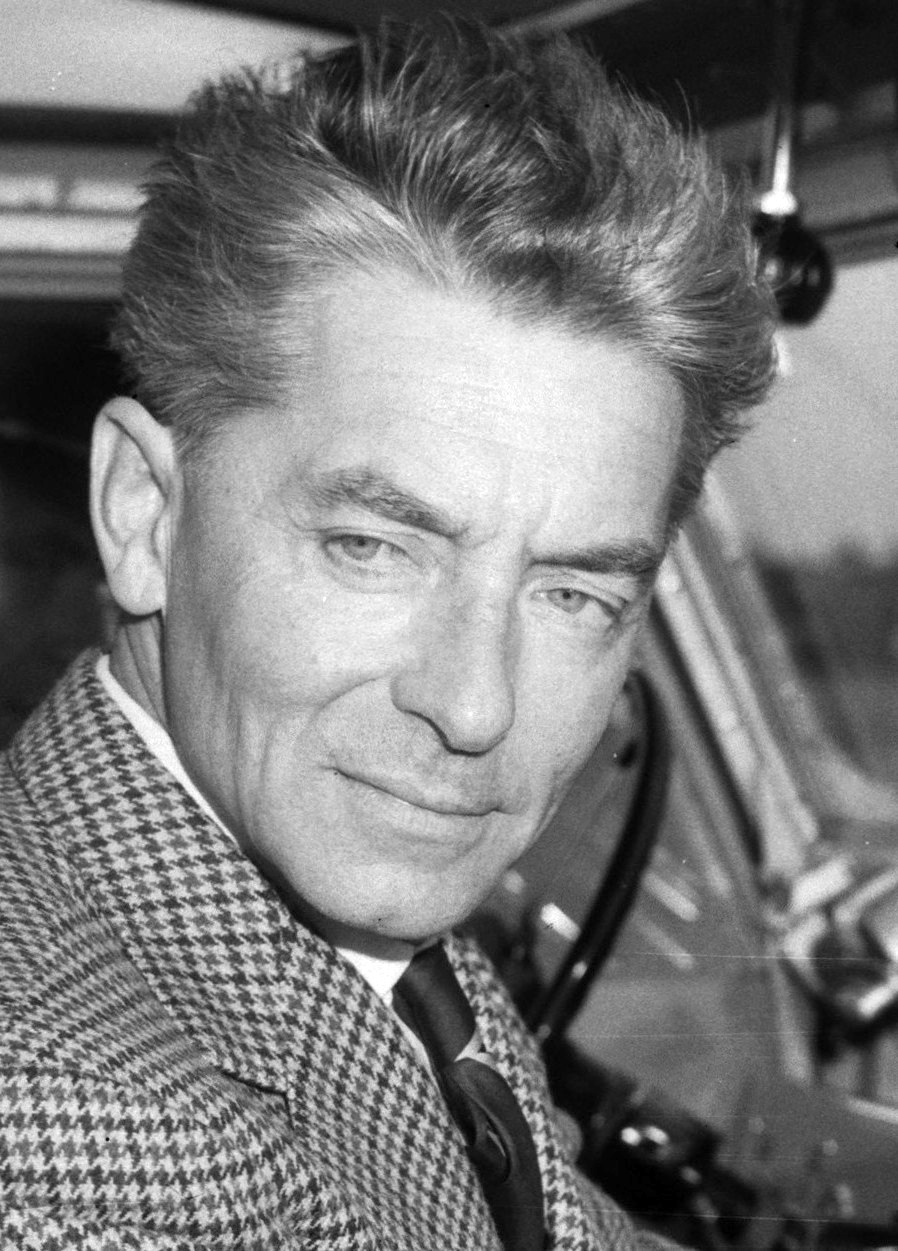
Герберт фон Караян

  - Бетти Дейвис (ум. 1989), американская актриса, одна из 100 величайших звёзд кино по версии AFI, обладательница «Оскара».
  - Герберт фон Караян (ум. 1989), австрийский дирижёр.
- 1912 — Жеан Бюан (ум. 1999), французский фехтовальщик, трёхкратный олимпийский чемпион.

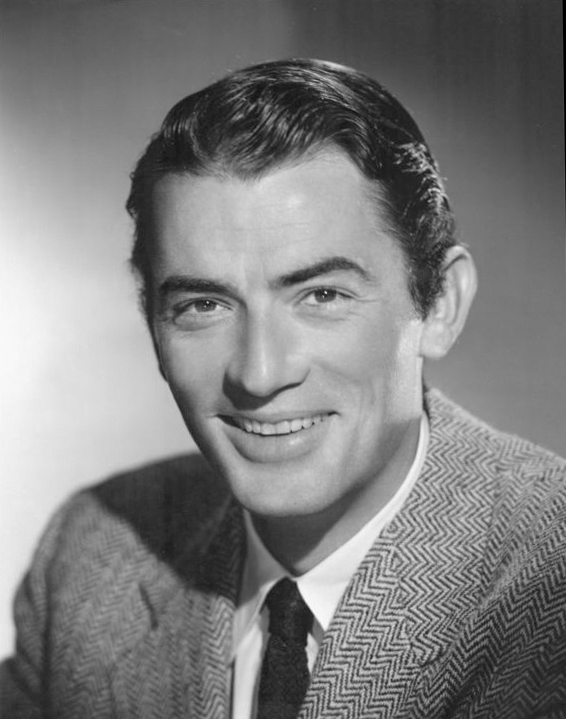
Грегори Пек

- 1916 — Грегори Пек (ум. 2003), американский актёр театра и кино, лауреат премии «Оскар».
- 1917 — Роберт Блох (ум. 1994), американский писатель-фантаст.
- 1919 — Зиновий Паперный (ум. 1996), советский и российский литературовед, критик, писатель-фельетонист, пародист.
- 1920
  - Лидия Жуковская (ум. 1994), советский историк древнерусского языка, палеограф, доктор филологических наук.
  - Лев Любецкий (ум. 2000), советский и российский актёр театра, кино и озвучивания, народный артист РФ.
  - Артур Хейли (ум. 2004), английский и канадский писатель-прозаик.
- 1922 — сэр Том Финни (ум. 2014), английский футболист, нападающий клуба «Престон Норт Энд» и сборной Англии
- 1923
  - Нгуен Ван Тхьеу (ум. 2001), вьетнамский генерал и политик, президент Южного Вьетнама (1965—1975).
  - Тимур Фрунзе (погиб 1942), советский лётчик-истребитель, Герой Советского Союза (посмертно)
- 1926 — Роджер Корман (ум. 2024), американский кинорежиссёр и продюсер.
- 1928
  - Александр Белинский (ум. 2014), советский и российский режиссёр театра, кино и телевидения, сценарист, постановщик.
  - Тони Уильямс (ум. 1992), американский певец, ведущий вокалист группы «The Platters».
- 1929 — Хюго Клаус (ум. 2008), бельгийский писатель, поэт, драматург, художник, режиссёр театра и кино.
- 1934 — Роман Херцог (ум. 2017), немецкий государственный деятель, федеральный президент ФРГ (1994—1999).
- 1937 — Колин Пауэлл (ум. 2021), американский государственный и военный деятель, генерал армии.
- 1938 — Наталья Кустинская (ум. 2012), советская актриса театра и кино.
- 1939 — Лека Зогу (ум. 2011), албанский государственный деятель, в 1961—2011 годах — король в изгнании.
- 1941 — Виктор Куренцов (ум. 2021), советский тяжелоатлет, олимпийский чемпион (1968), многократный чемпион мира и Европы.

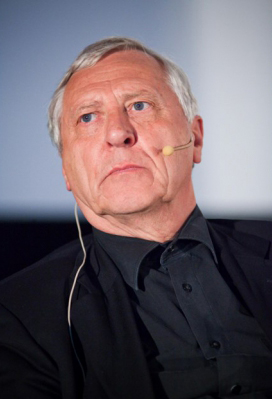
Питер Гринуэй

- 1942 — Наталия Голованова, советский и российский режиссёр-мультипликатор, сценарист.
- 1942 — Питер Гринуэй, британский кинорежиссёр, сценарист, писатель, художник.
- 1947
  - Глория Арройо, президент Филиппин (2001—2010).
  - Джюрджя Бьедов, югославская пловчиха, олимпийская чемпионка (1968).
- 1950
  - Энн Кэрол Криспин (ум. 2013), американская писательница-фантаст.
  - Агнета Фельтског, шведская певица, автор песен, продюсер, вокалистка группы ABBA.
- 1952 — Митч Пиледжи, американский актёр.
- 1953 — Салман Хасимиков (ум. 2025), советский борец и реслер, многократный чемпион СССР, Европы и мира по вольной борьбе в тяжёлом весе, обладатель Кубка мира (1982), чемпион IWGP в тяжёлом весе в реслинге, заслуженный мастер спорта СССР.
- 1955
  - Энтони Горовиц, британский писатель и сценарист.
  - Александр Ситковецкий, советский российский гитарист, певец, композитор, основатель рок-группы «Автограф».
  - Михаил Супрун, советский и российский историк.
  - Акира Торияма (ум. 2024), мангака, наиболее известный как автор манги «Жемчуг дракона».
- 1956
  - Александр Бушков, российский писатель, мастер детектива и фэнтези.
  - Леонид Федун, российский миллиардер, до 2022 года основной акционер ФК «Спартак» (Москва).
- 1961 — Лиза Зейн, американская актриса и певица.
- 1962 — Кирсан Илюмжинов, президент и глава республики Калмыкия (1995—2010), президент ФИДЕ (1995—2018).
- 1964 — Мариус Лэкэтуш, румынский футболист и тренер, обладатель Кубка европейских чемпионов (1985/86).
- 1965 — Светлана Парамыгина, советская и белорусская биатлонистка, трёхкратная чемпионка мира.
- 1968 — Пола Коул, американская певица и автор песен.
- 1969
  - Эвелина Блёданс, украинская и российская актриса театра и кино, певица, телеведущая.
  - Понтус Комарк, шведский футболист.
- 1970 — Елена Елесина, российская прыгунья в высоту, олимпийская чемпионка (2000).
- 1971
  - Криста Аллен, американская актриса кино и телевидения, фотомодель.
  - Виктория Хэмилтон, британская актриса.
  - Ким Су Нён, южнокорейская спортсменка, 4-кратная олимпийская чемпионка мира по стрельбе из лука.

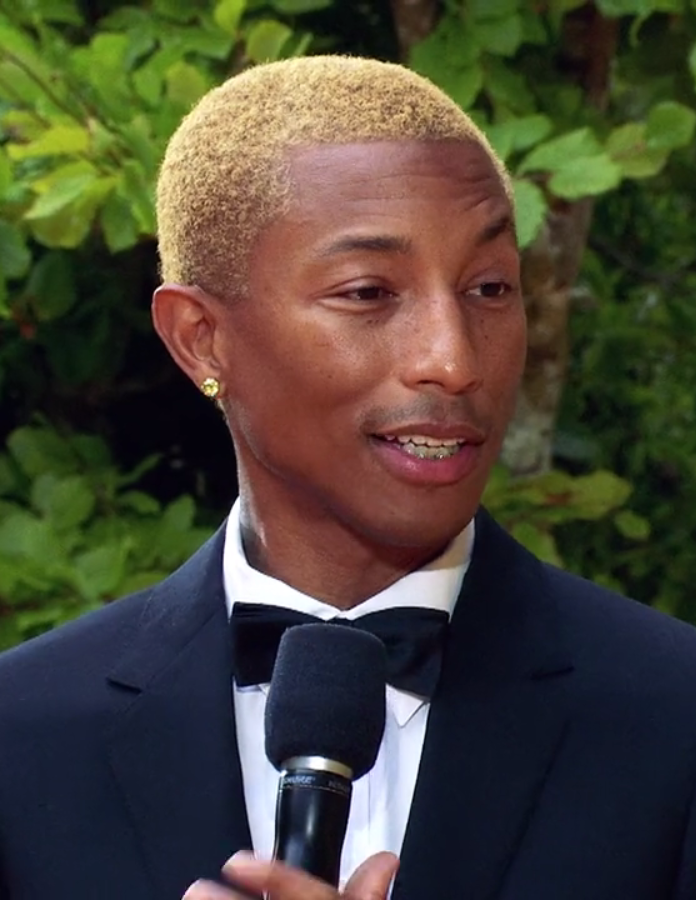
Фаррелл Уильямс

- 1973 — Фаррелл Уильямс, американский рэпер, автор песен, продюсер, многократный лауреат премии «Грэмми».
- 1975 — Juicy J (наст. имя Джордан Майкл Хьюстон), американский рэп-исполнитель, автор песен.
- 1976
  - Стерлинг К. Браун, американский актёр, лауреат премий «Эмми» и «Золотой глобус».
  - Симоне Индзаги, итальянский футболист и тренер.
  - Фернандо Морьентес, испанский футболист, 3-кратный победитель Лиги чемпионов УЕФА в составе клуба «Реал Мадрид».
- 1978
  - Франциска ван Альмсик, немецкая пловчиха, 10-кратный призёр Олимпийских игр, двукратная чемпионка мира.
  - Арно Турнан, французский трековый велогонщик, олимпийский чемпион (2000), 14-кратный чемпион мира.
  - Дуэйн Чемберс, британский легкоатлет-спринтер, чемпион мира и Европы.
- 1979 — Александер Реш, немецкий саночник, олимпийский чемпион (2002), 8-кратный чемпион мира.
- 1980
  - Мэтт Боннер, американский баскетболист, двукратный чемпион НБА (2007, 2014).
  - Расмус Квист Хансен, датский спортсмен (академическая гребля), олимпийский чемпион (2012), двукратный чемпион мира.
  - Одланьер Солис, кубинский боксёр, олимпийский чемпион в категории до 91 кг (2004), трёхкратный чемпион мира.
- 1981 — Мэттью Эммонс, американский стрелок из винтовки, олимпийский чемпион (2004), многократный чемпион мира.
- 1982 — Хейли Этвелл, английская актриса.
- 1983 — Алексей Кабанов, российский певец и участник группы «Корни».
- 1987 — Калу Риверо, аргентинская актриса, модель, дизайнер и диджей.
- 1988 — Наталья Бардо, российская актриса и певица.
- 1989 — Лили Джеймс (наст. имя Лили Хлоя Нинетт Томсон), британская актриса кино и телевидения.
- 1991
  - Яссин Буну, марокканский футболист, вратарь.
  - Нора Мёрк, норвежская гандболистка, олимпийская чемпионка (2024), двукратная чемпионка мира (2015 и 2021), многократная чемпионка Европы.
- 1993 — Майя Дирадо, американская пловчиха, двукратная олимпийская чемпионка (2016).
- 1994 — Теа Лафонд, доминикская легкоатлетка, олимпийская чемпионка в тройном прыжке (2024).
- 1997 — Ида Лиен, норвежская биатлонистка, чемпионка мира (2021).

### XXI век
- 2001 — Тилан Блондо, французская модель и актриса.

## Скончались
См. также: Категория:Умершие 5 апреля

### До XIX века
- 1512 — Ладзаро Бастиани (р. 1429), итальянский художник эпохи Возрождения.
- 1669 — Ларс Виваллиус (р. 1605), шведский поэт и авантюрист.
- 1723 — Иоганн Бернхард Фишер фон Эрлах (р. 1656), австрийский архитектор, основоположник т. н. имперского стиля.
- 1794 — казнены:
  - Жорж Жак Дантон (р. 1759), политик, трибун, деятель Французской революции;
  - Камиль Демулен (р. 1760), адвокат, журналист, деятель Французской революции;
  - Филипп Фабр (р. 1750), французский писатель-сатирик, революционер.

### XIX век
- 1866 — Томас Ходжкин (р. 1798), английский врач, пионер в области профилактической медицины.
- 1870 — Вера Лядова (р. 1839), русская артистка оперетты, драмы и балета.
- 1887 — Иван Крамской (р. 1837), русский живописец и рисовальщик, мастер жанровой, исторической и портретной живописи, художественный критик.
- 1888
  - Всеволод Гаршин (р. 1855), русский писатель, поэт и художественный критик.
  - Эдуард Карл Август Рим (р. 1830), немецкий протестантский богослов и педагог.
- 1894 — Фридрих Вильгельм Вебер (р. 1813), немецкий поэт.
- 1900 — Жозеф Луи Франсуа Бертран (р. 1822), французский математик, член Парижской АН.

### XX век
- 1907 — Георгий Габричевский (р. 1860), учёный-микробиолог, основатель научной школы, один из организаторов производства бактериологических препаратов в России.
- 1916 — Максим Ковалевский (р. 1851), русский учёный, историк, публицист, социолог эволюционистского направления и общественный деятель.
- 1923 — Джордж Герберт, граф Карнарвон (р. 1866), английский египтолог, руководивший экспедицией археолога Говарда Картера, открывшего гробницу Тутанхамона.
- 1924 — Виктор Гензен (р. 1835), немецкий зоолог; ввёл в науку термин планктон.
- 1934 — Сальваторе Ди Джакомо (р. 1860), итальянский поэт, прозаик и драматург.
- 1940 — Иван Наживин (р. 1874), русский писатель, эмигрант.
- 1946 — Николай Гондатти (р. 1860), русский исследователь-этнограф, государственный и общественный деятель.
- 1964 — Дуглас Макартур (р. 1880), американский военачальник, генерал армии США, фельдмаршал Филиппин.
- 1967
  - Герман Джозеф Мёллер (р. 1890), американский генетик, лауреат Нобелевской премии по физиологии или медицине (1946).
  - Миша Эльман (р. 1891), американский скрипач российского происхождения.
- 1969 — Ромуло Гальегос (р. 1884), венесуэльский писатель, просветитель, президент Венесуэлы (в 1948).
- 1973 — Алла Тарасова (р. 1898), актриса театра и кино, народная артистка СССР, Герой Социалистического Труда.
- 1975 — Чан Кайши (р. 1887), военный и политический деятель Китая.
- 1976 — Говард Хьюз (р. 1905), американский предприниматель, инженер, пионер авиации, кинорежиссёр, продюсер.
- 1977 — Юрий Завадский (р. 1894), театральный режиссёр, актёр театра и кино, педагог, народный артист СССР.
- 1981 — Франко Джентилини (р. 1909), итальянский художник-экспрессионист.
- 1982 — казнён Анатолий Нагиев (р. 1958), советский серийный и массовый убийца.
- 1991 — Джон Тауэр (р. 1925), бывший сенатор США от Республиканской партии и Санни Картер (р. 1947), астронавт НАСА; авиакатастрофа.
- 1992 — Сэм Уолтон (р. 1918), американский бизнесмен, основатель сети магазинов Wal-Mart и Sam's Club.
- 1994
  - застрелен Отари Квантришвили (р. 1948), советский борец, российский предприниматель и криминальный авторитет.
  - Курт Кобейн (р. 1967), лидер и вокалист американской рок-группы «Nirvana».
- 1995 — Эмилио Греко (р. 1913), итальянский скульптор.
- 1997 — Аллен Гинсберг (р. 1926), американский журналист и поэт-битник.
- 1998 — погиб Кози Пауэлл (наст. имя Колин Тревор Флукс; р. 1947), британский рок-музыкант, барабанщик.

### XXI век
- 2000 — Эдуард Гаврилов (р. 1934), советский кинорежиссёр и сценарист.
- 2002 — Лейн Стейли (р. 1967), американский певец, автор песен, один из основателей рок-группы «Alice in Chains».
- 2005 — Сол Беллоу (при рожд. Соломон Белоус; р. 1915), американский писатель, лауреат Нобелевской премии (1976).
- 2006 — Джин Питни (р. 1940), американский певец и музыкант, автор-исполнитель.
- 2007
  - Борис Дуров (р. 1937), советский и российский кинорежиссёр и сценарист.
  - Марк Сент-Джон (наст. имя Марк Лесли Нортон; р. 1956), американский гитарист, участник рок-группы «Kiss».
- 2008 — Чарлтон Хестон (при рожд. Джон Чарльз Картер; р. 1923), американский актёр, лауреат премий "Оскар, «Золотой глобус».
- 2010 — Виталий Севастьянов (р. 1935), советский лётчик-космонавт, дважды Герой Советского Союза.
- 2011
  - Барух Бламберг (р. 1925), американский врач и учёный, лауреат Нобелевской премии по физиологии или медицине (1976).
  - Анж-Феликс Патассе (р. 1937), президент Центральноафриканской Республики (1993—2003).
- 2012 — Джим Маршалл (р. 1923), американский конструктор и бизнесмен, основатель компании Marshall Amplification.
- 2019
  - Сидней Бреннер (р. 1927), южноафриканский и британский биолог, лауреат Нобелевской премии (2002).
  - Николай Ковалёв (р. 1949), российский государственный деятель и политик, директор ФСБ (1996—1998), генерал армии.
- 2025
  - Паша Техник (р. 1984), российский рэпер и музыкальный продюсер. Один из основателей группы Kunteynir.
  - Хейкки Хасу (Р. 1926), финский лыжник и двоеборец, двукратный олимпийский чемпион (1948 и 1952), чемпион мира (1950).

## Народный календарь, приметы и фольклор Руси
День Никона.
- Крестьяне на Руси обходили родники и ключи и приговаривали «Подземная водица, отмыкаем тебе пути вешние»[14].[нет в источнике]